# Lista zabytków w Tarxien
To jest lista zabytków w miejscowości Tarxien na Malcie, które są umieszczone na liście National Inventory of the Cultural Property of the Maltese Islands.

## Lista
| Nazwa zabytku                                         | Lokalizacja                                        | Współrzędne                                   | Nr na liście NICPMI | Zdjęcie |
| ----------------------------------------------------- | -------------------------------------------------- | --------------------------------------------- | ------------------- | ------- |
| Świątynie Tarxien                                     | Triq it-Tempji Neolitiċi                           | 35°52′09,3″N 14°30′42,4″E/35,869259 14,511782 | 00046               |         |
| Schron z okresu II wojny światowej                    | Sqaq Brittaniku                                    | 35°51′53,3″N 14°30′39,3″E/35,864798 14,510909 | 00053               |         |
| Nisza Zwiastowania                                    | Triq tal-Barrani / Triq San Anard                  | 35°51′42,3″N 14°30′55,2″E/35,861737 14,515328 | 2032                |         |
| Kościół św. Bartłomieja                               | 32 Triq il-Kbira                                   | 35°51′55,1″N 14°30′49,1″E/35,865319 14,513633 | 2033                |         |
| Nisza św. Bartłomieja                                 | Triq San Bartolmew                                 | 35°51′55,4″N 14°30′48,7″E/35,865391 14,513528 | 2034                |         |
| Nisza Matki Bożej z Lourdes                           | "Leliann House", 13 Triq Sant’Anna / Triq il-Blata | 35°51′55,8″N 14°30′48,0″E/35,865509 14,513328 | 2035                |         |
| Kościół Santa Marija tar-Rokna                        | Triq Santa Marija / Vjal Simmons                   | 35°51′58,4″N 14°30′47,4″E/35,866218 14,513165 | 2036                |         |
| Nisza Chrystusa Zbawiciela                            | 27 Vjal Simmons                                    | 35°51′58,2″N 14°30′42,5″E/35,866171 14,511814 | 2037                |         |
| Nisza św. Spirydiona                                  | Triq Paola / Vjal Simmons                          | 35°51′58,4″N 14°30′39,3″E/35,866224 14,510904 | 2038                |         |
| Nisza Matki Bożej Różańcowej                          | Misraħ is-Suq / 1 Triq Xintill                     | 35°51′55,5″N 14°30′39,2″E/35,865426 14,510884 | 2039                |         |
| Nisza Niepokalanego Poczęcia                          | 38 Triq Xintill / Sqaq Nru 2, Triq Xintill         | 35°51′56,0″N 14°30′36,4″E/35,865548 14,510115 | 2040                |         |
| Nisza Krzyża Chrystusa                                | 108 Triq Xintill                                   | 35°51′55,6″N 14°30′29,9″E/35,865447 14,508295 | 2041                |         |
| Nisza św. Józefa                                      | 29 Triq Xintill / Sqaq nru. 3, Triq Xintill        | 35°51′55,7″N 14°30′36,4″E/35,865480 14,510121 | 2042                |         |
| Nisza Zwiastowania                                    | 18/19 Misraħ is-Suq                                | 35°51′54,4″N 14°30′41,7″E/35,865101 14,511572 | 2043                |         |
| Nisza św. Józefa                                      | 2 Triq il-Kbira                                    | 35°51′53,9″N 14°30′42,4″E/35,864980 14,511766 | 2044                |         |
| Kościół parafialny pw. Zwiastowania Pańskiego         | Misraħ ir-Repubblika                               | 35°51′53,9″N 14°30′40,3″E/35,864960 14,511205 | 2045                |         |
| Nisza Matki Bożej Różańcowej                          | 24 Triq il-Kbira                                   | 35°51′54,2″N 14°30′44,8″E/35,865045 14,512447 | 2046                |         |
| Nisza św. Pawła                                       | 27 Triq il-Kbira                                   | 35°51′54,7″N 14°30′46,6″E/35,865195 14,512934 | 2047                |         |
| Nisza św. Józefa                                      | 84 Triq Santa Marija                               | 35°52′00,6″N 14°30′44,6″E/35,866847 14,512379 | 2048                |         |
| Pusta nisza Matki Bożej Różańcowej                    | 24 Triq L-Annunzjata / Triq Paola                  | 35°52′02,1″N 14°30′38,2″E/35,867258 14,510598 | 2049                |         |
| Kościół św. Mikołaja z Tolentino                      | Triq il-Lampuka                                    | 35°52′04,5″N 14°30′29,2″E/35,867911 14,508106 | 2050                |         |
| Kaplica pw. św. Józefa i Niepokalanego Poczęcia Maryi | 51 Triq Ħal-Tarxien                                | 35°52′06,9″N 14°30′34,4″E/35,868597 14,509568 | 2051                |         |
| Nisza św. Józefa                                      | 2 Triq Santa Tereża / Triq is-Sorijiet             | 35°52′07,9″N 14°30′36,5″E/35,868862 14,510135 | 2052                |         |
| Nisza Matki Boskiej Bolesnej                          | 52 Triq Santa Tereża (na murze cmentarza)          | 35°52′07,5″N 14°30′41,8″E/35,868743 14,511608 | 2053                |         |
| Kościół Dusz Wszystkich (kaplica cmentarna)           | Triq Santa Tereża (cmentarz)                       | 35°52′07,4″N 14°30′43,5″E/35,868730 14,512072 | 2054                |         |
| Nisza św. Józefa                                      | Triq San Ġużepp / Triq il-Karmnu                   | 35°52′10,7″N 14°30′32,8″E/35,869633 14,509125 | 2055                |         |
| Krzyż Dejma                                           | Triq it-Tempji Neolitiċi / Triq Santa Marija       | 35°52′04,3″N 14°30′39,4″E/35,867865 14,510956 | 2056                |         |
| Nisza Matki Bożej z Góry Karmel                       | Triq Ħal Tarxien, Gudja (cmentarz tal-Torba)       | 35°51′22,9″N 14°30′38,4″E/35,856373 14,510653 | 2057                |         |